# Charles Ehresmann
Charles Ehresmann (Estrasburgo, Alsácia-Lorena, Alemanha, 19 de abril de 1905 — Amiens, 22 de setembro de 1979) foi um matemático francês.